# Chelifera mana
Chelifera mana är en tvåvingeart som beskrevs av Lavallee 1975. Chelifera mana ingår i släktet Chelifera och familjen dansflugor.
Artens utbredningsområde är Colorado. Inga underarter finns listade i Catalogue of Life.